# Dereck Kutesa
 (août 2025).
Si vous disposez d'ouvrages ou d'articles de référence ou si vous connaissez des sites web de qualité traitant du thème abordé ici, merci de compléter l'article en donnant les références utiles à sa vérifiabilité et en les liant à la section « Notes et références ».
Dereck Kutesa, né le 6 décembre 1997 à Genève, est un footballeur international suisse. Il évolue au AEK Athènes.
Son poste de prédilection est ailier gauche.

## Biographie

### En club
Il inscrit quatre buts en première division suisse avec le FC Saint-Gall lors de la saison 2018-2019. Cette même saison, il joue deux matchs en Ligue Europa.
En août 2022, il rejoint à nouveau son club formateur, le Servette FC. Il est auteur de trois buts et sept passes décisives durant la saison 2022-2023. Il dispute également plusieurs matchs en Ligue Europa avec le club, inscrivant notamment un but remarqué contre les Glasgow Rangers.
Lors de la saison 2024-2025, il confirme sa bonne forme en inscrivant 11 buts avant la pause hivernale, s'imposant comme le meilleur buteur de Super League. Son contrat arrivant à son terme à l'été 2025, il fait l'objet de plusieurs offres de la part de clubs européens et internationaux, et son départ prochain du Servette FC est annoncé. Il est finaliste pour le trophée de meilleur joueur de l'année 2024 du championnat suisse, mais celui-ci revient finalement à Renato Steffen. En mai 2025, il quitte le Servette FC et la Suisse pour le championnat grec,.
Le 22 mai 2025, il signe dans le club grec AEK Athènes un contrat jusqu'en 2028, soit trois ans. Il inscrit son premier but avec l’équipe en août 2025 lors des tours qualificatifs de Conférence League 2025-2026.

### En équipe nationale
Avec les moins de 17 ans, il participe au championnat d'Europe des moins de 17 ans en 2014. Lors de cette compétition, il joue trois matchs, avec pour résultats deux défaites et un nul.
En mars 2024, le coach Murat Yakın le convoque en équipe suisse (sa première sélection nationale) pour deux rencontres amicales préparatoires à l'Euro 2024. Il jouera à nouveau deux matchs avec l'équipe de Suisse dans le cadre de la Ligue des nations 2024-2025 (match nul contre la Serbie et défaite contre l'Espagne).

## Palmarès
- Champion de Suisse (Super League) en 2017 avec le FC Bâle
- Champion de Suisse de troisième division (Promotion League) en 2016 avec le Servette FC
- Vainqueur Coupe de Suisse en 2024 avec le Servette FC